# DRG E 44 sorozat
A DRG E 44 sorozat egy német Bo'Bo' tengelyelrendezésű villamosmozdony-sorozat volt. 1932 és 1945 között, majd 1950 és 1951 között, végül 1955-ben gyártották. A Deutsche Reichsbahn első 100 feletti példányszámban készült típusa. Viszonylag nagy teljesítménye és 90 km/h csúcssebessége miatt teher- és személyvonatokat és vontathatott. Németország kettéválása után a Deutsche Bundesbahnnál 144 (illetve 145), a keletnémet Reichsbahnnál 244 sorozatjellel közlekedett. A DB 1984-ben, DR 1991-ben állította le utolsó példányait.
A sorozat számos példánya fennmaradt. Egyebek között a Lokwelt Freilassingban, a Nürnbergi Közlekedési Múzeumban és a berlini Technikmuseumban vannak kiállítva.

## Történet

### Próbamozdonyok
Az 1920-as években az általános szénhiány hatására a DRG átfogó villamosítási programba kezdett. Ezen időszakban számos különböző sorozat beszerzésére került sor, utolsóként az E 75-ös többcélú mozdony állt üzembe 1929-ben. A gazdasági világválság megakasztotta a további villamosítást, de a német villamosipari cégek saját szakállukra folytatták a fejlesztést. A Bergmann Elektrizitätswerken (BEW) és a Maffei-Schwartzkopff-Werken (MSW) az E 75-ös sorozat, a Siemens-Schukert Werke (SSW) az E 16 sorozat továbbfejlesztésével építettek többcélú próbamozdonyokat. Hasonló kialakítású járművek már 1927 óta közlekedtek Ausztriában BBÖ 1170 sorozatként. Általános jellemzőjük volt az egyedi tengelyhajtású futókerék nélküli forgóváz és a hegesztett mozdonyszekrény. A DRG az alábbi sorozatjellel vette állagba az új mozdonyokat: SSW: E 44 001; MSW E 44 101; BEW E 44 201.
A BEW mozdonya nem vált be. Az E44 101 kiválóan teljesített a Freilassing-Berchtesgaden vasútvonalon zajló futópróbákon, kivéve a villamos ellenállásféket, amit ezután kiszereltek. A DRG további 4 mozdonyt rendelt, amiket viszont már az AEG fejezett be, mert a világválság következményei miatt az MSW abbahagyta a villanymozdonyok gyártását. Ezután az AEG további 4 darabos megrendelést kapott.

### Nagyszéria
Az 1930-as évek elején a Reichbahn további vonalak villamosítását tervezte. Az E 44 001 -gyel szerzett pozitív tapasztalatok alapján az SSW-től 20 darab személy- és könnyű tehervonatok vontatására alkalmas többcélú villanymozdonyt rendeltek meg. A járműveket eleve úgy építették, hogy siker esetén nagyobb szériában is gyártható legyen. Mivel  teljességgel megfelelt az elvárásoknak, a badeni és bajorországi próbák során 2000 tonnás tehervonatot sík terepen 75 km/h-val, 750 tonnás személyvonatot 10‰-es emelkedőn 90 km/h vontattak, végül a harmincas éves típusprogramjának egyik meghatározó villanymozdonya lett. 1945-ig összesen 176 darab épült. A délnémet, a középnémet is a sziléziai villamosított hálózaton egyaránt közlekedtek. A második világháború alatt Kriegelektrolokomotive 1-ként gyártották, a hadviseléshez szükséges színesfémeket más anyagokkal kiváltva.